# Cristina Ouviña
Cristina Ouviña, née le 18 septembre 1990 à Saragosse, est une joueuse espagnole professionnelle de basket-ball évoluant au poste de meneuse.

## Biographie
En 2006, elle remporte la médaille d'or du Championnat d'Europe des 16 ans et moins . En 2008, elle dispute le Championnat d'Europe des 18 ans et moins, où elle finit 5e. En 2009, elle gagne la médaille d'argent du Championnat d'Europe des 20 ans et moins dans une équipe qui comprend aussi Marta Xargay, Alba Torrens et Laura Nicholls, qui est battue en finale par les Françaises de Marielle Amant et Mélanie Plust. En 2013, elle dispute les qualifications du Championnat d'Europe de basket-ball féminin 2013 avec l'équipe senior.
Après plusieurs saisons à Saragosse, elle signe à l'été 2012 pour le club polonais d'Euroligue du Wisła Cracovie. En 2013-2014, elle remporte le titre de championne de Pologne.
Pierre Fosset l'engage pour la saison 2017-2018 à Bourges : « J’ai été étonné qu’on puisse l’avoir, même si Orenbourg a un peu moins de moyens qu’avant ». Sa saison est amputée par une blessure au pied d'une durée estimée à trois mois contractée le 16 décembre 2017. Elle reprend la compétition lors de la 16e journée de championnat, le 3 mars 2018, dans un affrontement à Basket Landes. Sa prolongation à Bourges pour une année supplémentaire est annoncée par le club début avril.
Elle participe à la victoire de Bourges lors de la Coupe de France en marquant 7 points à 75 % de réussite en 16 minutes de jeu. Grâce à sa défense et ses 9 points inscrits lors de la 1re mi-temps du match 4 des finales du championnat, elle montre la voie à ses coéquipières pour aller chercher la victoire décisive face à Tarbes qui permet à son club de remporter son 14ème titre de Championnes de France LFB.
Lors de la coupe du monde 2018, l'équipe obtient la médaille de bronze, cette fois face à la Belgique.
Au terme de la saison 2018-2019, le club annonce son départ pour Prague. Elle termine ses 2 années à Bourges avec 2 coupes de France et 1 championnat.
Durant l'été 2019, elle fait partie de la sélection espagnole qui monte sur le toit de l'Europe lors de l'Eurobasket. Elle dira à la fin de la compétition que c'était "le tournoi dans lequel [elle] s'est sentie la plus importante".

## Clubs
- 2006-2012 :  Mann Filter Zaragoza
- 2012-2016 :  Wisła Cracovie
- 2016-2017 :  Nadejda Orenbourg
- 2017-2019 :  Tango Bourges Basket
- 2019-2020 :  USK Prague
- 2020- :  Valencia

## Sélections nationales
- Médaille d'or au championnat d'Europe des 16 ans et moins en 2006[4]
- Médaille d'argent au championnat du Monde des 19 ans et moins en 2009
- Médaille d'argent au championnat d'Europe des 20 ans et moins en 2009
- Médaille d'argent au championnat d'Europe des 20 ans et moins en 2010
- Médaille d'or au championnat d'Europe 2013 en France
- Médaille de bronze à la coupe du monde 2018[14]
- Médaille d'or au championnat d'Europe 2019
- Médaille d'argent au championnat d'Europe 2023

## Palmarès
- Coupe de Pologne 2014 et 2015[16]
- Championne de Pologne 2014[7] et 2015[17]
- Coupe de France 2018[18] et 2019[19] ;
- Championne de France LFB 2018[20]
- Gagnante de l'Eurocup 2022[21]
- Gagnante de la Supercup espagnole 2021-2022
- Gagnante de la Supercup européenne 2021-2022
- Championne d'Espagne 2023
- Gagnante de la Supercup espagnole 2023-2024
- Coupe d'Espagne 2024

## Statistiques

### Statistiques en club
| Saison Club       | M  | Min  | Pts  | 2Pts | 2Pts | 2Pts | 3Pts | 3Pts | 3Pts | LF | LF | LF   | Rebonds | Rebonds | Rebonds | PD   | C    | Int  | Fautes | Fautes | BP   | Eva  |
| Saison Club       | M  | Min  | Pts  | R    | T    | %    | R    | T    | %    | R  | T  | %    | Ro      | Rd      | Rt      | PD   | C    | Int  | F      | Fp     | BP   | Eva  |
| ----------------- | -- | ---- | ---- | ---- | ---- | ---- | ---- | ---- | ---- | -- | -- | ---- | ------- | ------- | ------- | ---- | ---- | ---- | ------ | ------ | ---- | ---- |
| 2017-2018 Bourges | 25 | 18,6 | 4,52 | 24   | 70   | 34,3 | 14   | 49   | 28,6 | 23 | 34 | 67,6 | 0,56    | 2,28    | 2,84    | 2,96 | 0    | 1,44 | 0,9    | 1,7    | 1,16 | 7,72 |
| 2018-2019 Bourges | 26 | 22,6 | 7,81 | 52   | 116  | 44,8 | 21   | 63   | 33,3 | 36 | 53 | 67,9 | 0,42    | 2,62    | 3,04    | 3,81 | 0,08 | 2,23 | 2,2    | 2,8    | 1,81 | 10,4 |

### Statistiques en sélection
| Compétitions                                           | Points     | Rebonds  | Passes    |
| ------------------------------------------------------ | ---------- | -------- | --------- |
| Championnat d'Europe 2023                              | 4,2        | 2,7      | 3,3       |
| Championnat d'Europe 2021                              | 11         | 3,3      | 3,7       |
| Jeux Olympiques 2020                                   | 11,8       | 5,5      | 6,5       |
| Championnat d'Europe 2019                              | 5          | 2,7      | 1,7       |
| Coupe du monde 2018                                    | 6,9        | 2,6      | 1,9       |
| Tournoi qualificatif pour le Championnat d'Europe 2017 | 2,3        | 2        | 0,7       |
| Championnat d'Europe 2013                              | 3,8        | 1,6      | 1,4       |
| Tournoi qualificatif pour le Championnat d'Europe 2013 | 5,1        | 3,5      | 1,5       |
| Championnat d'Europe U20 2010                          | 11,2       | 5        | 3,8 (3e)  |
| Championnat du monde U20 2009                          | 6,9 (5e)   | 2,6      | 2,1 (3e)  |
| Championnat du monde U19 2009                          | 9 (5e)     | 2,9      | 2,4 (1re) |
| Championnat d'Europe U18 2008                          | 9,2 (4e)   | 3,8 (4e) | 3,5 (1re) |
| Championnat d'Europe U16 2006                          | 11,1 (1re) | 3,3 (3e) | 1,9 (1re) |